# Robin i 7 gangsterów
Robin i 7 gangsterów – amerykański film fabularny z 1964 roku w reżyserii Gordona Douglasa. Film nakręcono w Burbank.

## Fabuła
Film przedstawia losy mafii z Chicago, kontrolującej przepływ wszystkich towarów w mieście.

## Obsada
- Frank Sinatra jako Robbo
- Peter Falk jako Guy Gisborne
- Joseph Ruskin jako Twitch
- Jack La Rue jako Tomatoes
- Dean Martin jako Mały John
- Sammy Davis Jr. jako Will
- Bing Crosby jako Allen A. Dale

i inni

## Nagrody i nominacje[3]
Oscary 1965:
- nominacja w kategorii Najlepsza muzyka, dobór, adaptacja i jej ujęcie dla Nelsona Riddle’a

- nominacja w kategorii Najlepsza piosenka („My Kind of Town” w wyk. Franka Sinatry)

Grammy 1965:
- nominacja w kategorii Najlepsza oryginalna ścieżka dźwiękowa napisana dla filmu kinowego lub do programu telewizyjnego dla Jimmy’ego Van Heusena